# Miroslav Novák (zpěvák)
Miroslav Novák (1. dubna 1930 Kolín – 17. září 2010 Praha), známý jako Mirek „Kávon“ Novák byl český zpěvák, konferenciér, překladatel, scenárista, autor próz a písňových textů.

## Životopis
Narodil se v Kolíně jako jedno za tří dětí (sestry Hana * 1944 a Eva * 1949) v rodině Karla Nováka (1905–1973), vyššího úředníka pošty a Anny Novákové (1910–1985), v domácnosti. Rodiče zpívali a hráli v ochotnických souborech. Již od dětství se M. Novák zabýval zpěvem a sportem (fotbal, volejbal) a chodil do skautu. Na přání otce se vyučil v oboru slaboproud a za války nastoupil do Tesly Kolín.
V roce 1946 založil s kamarády trampský soubor a zúčastnil se úspěšně několika soutěží ve zpěvu. Zpíval také v kolínské kavárně Arco, kde se hrál jazz i swing a příležitostně v pražských kavárnách Vltava a Ural, kde měl možnost zpívat s orchestrem Karla Krautgartnera.
Po návratu z vojny v roce 1954 začal zpívat s tanečním orchestrem Václava Moce v kolínském hotelu Savoy na víkendových odpoledních čajích a tanečních večerech. Současně psal české texty k zahraničním písním.
V roce 1957 se zúčastnil celostátní soutěže Hledáme nové talenty a dostal se až do finále. V tomtéž roce se také v Kolíně oženil. Onemocněl však astmatem, takže se s manželkou přestěhovali do Karlovy Studánky, kde se léčil a současně pracoval jako kulturní referent v lázních. Při zaměstnání dálkově studoval Osvětovou školu v Praze.
Od roku 1959 působil ve Zlíně (tehdy Gottwaldov), kde spolupracoval s orchestry Kamila Hály a Jiřího Procházky a zpíval se zpěvačkou Vlastou Průchovou. Také začal uvádět jejich programy. Následně působil v Brně, kde zpíval v hotelu International. V Brně získal své první pěvecké a hudební profesionální kvalifikační osvědčení. V roce 1959 se poprvé objevil v živém vysílání Československé televize z Ostravy, kde zazpíval s Evou Pilarovou (tehdy ještě Bojanovskou) duet a poté několik sólo písní na vlastní texty.
V roce 1963 založil společně s Karlem Chudíkem kabaretní dvojici, duo konferenciérů „Charly a Mackie“. Spolu pak na zájezdech předváděli různé scénky, gagy a zpívali písničky. Od roku 1965 působila dvojice po tři roky prostřednictvím Pragokoncertu v tuzemsku i v zahraničí (Skandinávie, Holandsko, Lucembursko, Německo, aj.).
Po rozpadu dvojice vytvořil nové duo nazvané „Nicky a Tonny“ společně s Václavem Rezkem a pokračoval v zájezdech po evropských státech až do roku 1975.
Na začátku 80. let působil jako host skupiny Zelenáči (Greenhorns) na jejich hudebních vystoupeních v tuzemsku, v Polsku (mj. country festival v Jelení Hoře) a v Německu. V roce 1982 absolvoval se Zelenáči několikaměsíční letní angažmá v Německé spolkové republice, kde vystupovali v přírodním divadle v Elspe v divadelním festivalu Karl May Festpiele. Zde se hrály v jevištní úpravě hry podle románů Karla Maye. Opakovaně se akce zúčastňoval až do roku 1986. V tutéž dobu zde působil i francouzský herec Pierre Brice, se kterým vystupoval v jednotlivých představeních, Brice zde hrál svou postavu Vinnetoua.
V první polovině 80. let uváděl M. Novák zájezdový program „Přímý přenos“, ve kterém byli hosty sportovní novináři, mj. Jaroslav Suchánek, Štěpán Škorpil, Tomáš Jungwirth, Petr Vichnar, Jiří Baumruk, Luboš Pecháček a Luděk Brábník. Pořad byl nabízen pod hlavičkou Pražského kulturního střediska.
Později uváděl zájezdové pořady divadelníků, nazvané „S maskou a bez masky“, kde se vystřídala řada známých umělců, např. Jiří Vala, Josef Vinklář, Miroslav Moravec, Nina Divíšková, Ivana Andrlová, Jan Čenský, František Hanus a Ivan Vyskočil. Rovněž spolupracoval s Darkem Vostřelem a Jiřím Šaškem na pořadu „Humor a písničky“, kde působil jako konferenciér a zpěvák swingových melodií.
Od roku 1992 spolupracoval s kapelou dr. Jiřího Sládka a zpěvákem Josefem Zímou, zpěvačkou Aninou Princovou a jejich pravidelnými hosty, k nimž patřila např. Yvetta Simonová, Richard Adam, Aťka Janoušková a Pavlína Filipovská. Uváděl jejich zájezdová vystoupení po České republice a na Slovensku a také v programu zpíval.
Kromě zpěvu a psaní písňových textů se zabýval také překlady z/do polštiny, hlavně dětských knížek a článků pro děti.
S manželkou Stanislavou, roz. Rozinkovou (* 1937) měl dceru Zuzanu (* 1960). Od roku 1971 žili v Praze.
Rovněž obě sestry M. Nováka, Hana Zrůstová a Eva Náhlovská se věnují hudbě a zpěvu a organizaci hudebních, tanečních a divadelních vystoupení. Společně pak zpívaly jako Sestry Novákovy s orchestrem Studio Kolín a Městskou hudbou Františka Kmocha. Sestra M. Nováka Hana se věnuje především dechovce, je tajemnicí Klubu přátel Františka Kmocha a zpívá s Městskou hudbou Františka Kmocha i s menším dechovým orchestrem Františka Kmocha a Malou dechovkou Václava Keltnera.
Mirek "Kávon" Novák zemřel 17. září 2010 v Praze a je pochován na hřbitově v Kolíně.

## Ocenění
- 1982 Čestný člen "Country Music Association of Poland"
- 1996 Cena za zábavní umění od Nadace Český literární fond
- 2003 Cena Senior Prix od Nadace Život umělce.

## Písňové texty, výběr
- Braň svou lásku (hudba Jaroslav Malina, zpěv Laďka Kozderková a Mirek Novák)
- Krok sun krok (hudba Karel Vágner, zpěv Stanislav Hložek)
- Setkání s přáteli (hudba Jiří Zmožek, zpěv Michaela Linková)
- Brácha, to byl boxer! (hudba: Tymothy Touchtan, zpěv Josef Laufer)
- Film pro pamětníky (hudba Jaroslav Malina, zpěv Laďka Kozderková a Mirek Novák)
- Nákladní vlak (hudba M. Nesler, zpěv Mirek Novák)
- Řekám (Labi a Sázavě) (hudba a zpěv M. Novák)
- Děda Jódler (hudba a zpěv M. Novák)
- Vrať se domů (hudba Jar. Patras, zpěv M. Novák)
- Návraty domů (hudba John Denver, zpěv M. Novák)
- Vůně trávy (hudba Curly Putman, zpěv M. Novák)
- Falešný hráč (hudba Jaroslav Malina, zpěv Markéta Cachlová a M. Novák)
- Nejhezčí blues (hudba Ricky Skaggs, zpěv M. Novák)
- Jazzman Halama (hudba Joe Greene, zpěv M. Novák)
- My jsme hoši z Kozlovky (hudba M. Novák, text M. Novák a Jiří Pechar)

## Diskografie, výběr
- 1982 Zelenáči a Mirek Novák: Jedenkrát/Holka já se mám, SP, vyd. Panton (Zpívá Mirek Novák a Zelenáči)
- 1983 Velkopopovická Kozlovka: Ve Zlatém Slavíku jsme poslední, LP, vyd. Supraphon (M. Novák napsal hudbu a společně s J. Pecharem text písně My jsme hoši z Kozlovky)
- 1985 Michaela Linková: Michaela, LP, vyd. Supraphon (píseň „Setkání s přáteli“, hudba Jiří Zmožek, text M. Novák, hraje Orchestr Ladislava Štaidla, zpívá Jiří Zmožek a M. Linková)
- 1986 Braň svou lásku/Film pro pamětníky, SP, zpívá Laďka Kozderková a Mirek Novák, hudba Jaroslav Malina, TOČR řídil F. Slováček
- 1986 Včera i dnes – melodie Jaroslava Maliny, LP, vyd. Supraphon (zahrnuje pět písní s texty M. Nováka)
- 1987 Markéta Cachlová a Mirek Novák: Když se dívám, jak se na mne díváš/Falešný hráč, SP (hudba Jaroslav Malina, texty M. Novák, hraje Country-Swing Band Mirka Nováka), vyd. Supraphon
- 1997 V pohodě – písničky Karla Vágnera, CD, vyd. Multisonic (píseň Krok sun krok, text M. Novák, zpěv Stanislav Hložek)
- 1988 Henri Seroka: Seroka ´88, LP, vydal Supraphon (píseň Page by page text M. Novák, přeložil Miloš Skalka, hudba Karel Vágner), vyd. Supraphon
- 1999 Píseň v sedle-písničky o koních, CD, vyd. Multisonic (Píseň o koních, text a zpěv Mirek Novák, hraje Country-Swing Band Mirka Nováka)
- 2000 Vůně swingu a trávy, CD, (zpívá M. Novák – výběr písní převážně z vlastních písňových textů), vyd. Dvořák Kolín [15][9]
- 2017 Country nálada, CD, zahrnuje písně Jedenkrát a Holka já se mám, zpívá Mirek Novák a Zelenáči

## TV pořady, výběr
- 1975 Televarieté, režie Ivo Paukert (M. Novák ve scénce dvojice Nicky a Tony)
- 1979 Kabaret u dobré pohody, díl 24, režie Zdeněk Podskalský (píseň „Jódlování“ zpívají Inka Zemánková, Květa Macurová, Mirek Novák a Alexandr Tompich)
- 1983 Šestý den je sobota (M. Novák zpívá píseň „Jedenkrát“, hudba Jaroslav Malina, text Jiří Aplt), režie Ivo Paukert
- 1986 Sešlost Luďka Nekudy (M. Novák jako host a zpěv dvou písniček Jazzman Halama a Nejhezčí blues), režie Rudolf Růžička
- 1986 Elixír věčného mládí (duet Laďky Kozderkové a M. Nováka), režie Josef Vondráček[16]

## Překlady, výběr
- Krystyna Siesická: Beethoven a džínsy (překlad z polštiny)[6]